# Abundancjusz
Abundancjusz, Abundiusz – imiona męskie pochodzenia łacińskiego, od łac. Abundiantus, co oznacza „bujny, obfity, liczny”.
Patronami tego imienia są:
- święci Abundancjusz i Abundiusz, zm. w Rignano Flaminio około 304 roku wraz ze świętymi Marcjanem i Janem,
- św. Abundiusz, biskup Como (zm. ok. 468).

Żeńskim odpowiednikiem jest Abundancja.
Abundancjusz imieniny obchodzi 16 września, jako wspomnienie męczenników: św. Abundiusza i Abundancjusza.
Abundiusz imieniny obchodzi 2 kwietnia.
Odpowiedniki w innych językach:
- włoski – Abbondanzio, Abbondazio, Abbondio